# The Popgroep
The Popgroep was een Nederlands kinderprogramma, uitgezonden en geproduceerd door de VPRO als onderdeel van Villa Achterwerk. In het programma staan vier kinderen (poppen) centraal die tijdelijk zonder ouders in een grote villa wonen: de tweeling Janis en Mike (14), Donna (9) en Baby Justin. De overige personages zijn geen poppen; dit zijn bijvoorbeeld de boze buurvrouw (Sanne Wallis de Vries) en nieuwe huurders Daan (Wouter de Jong) en Suus (Sanne Vogel).

## Rolverdeling
- Sanne Vogel als Jannis, Donna en Suus
- Wouter de Jong als Mike, baby Justin, Daan en Opa
- Marc Zwiers als buurjongen Pepijn
- Rifka Lodeizen als moeder
- Ben van der Meyden als vader
- Sanne Wallis de Vries als buurvrouw
- Peter van Rooijen als gitaarman
- Ben van der Meyden als Janus
- Martin van Waardenberg als drukkerij vader van Suss
- Egbert-Jan Weeber als Bert, de zoon van de buurvrouw
- Phi Nguyen als Kai